# Batalha de Agosta

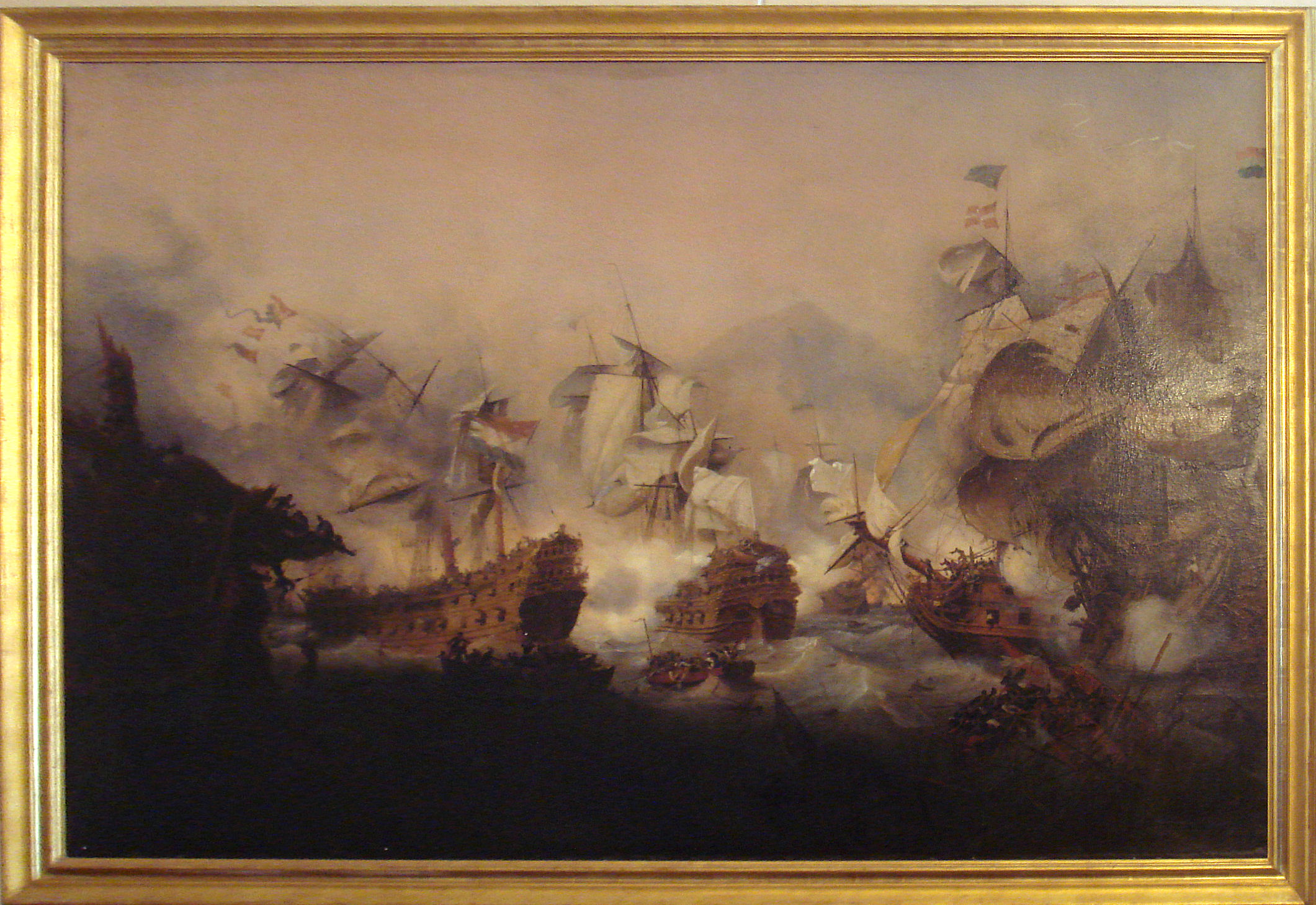
Cena da Batalha.

A Batalha de Agosta foi um conflito naval da Guerra Franco-Holandesa ocorrido no dia 22 de Abril de 1676 perto de Agosta, na Itália, entre as frotas Francesas e Hispânico-Holandesas que já haviam se enfrentado na Batalha de Stromboli. Apesar de ter sido curta, a batalha foi intensa e terminou abruptamente quando Abraham Duquesne, após ter ouvido que o almirante Michiel de Ruyter havia sido mortalmente ferido, recuou do combate. Nenhum barco foi perdido embora houvesse muitos mortos e feridos, especialmente entre os Holandeses, que receberam pouco apoio de seus aliados.